# شون غروفز
شون غروفز (بالإنجليزية: Shaun Groves)‏ هو ملحن ومغن مؤلف أمريكي، ولد في 27 ديسمبر 1973 في تايلر في الولايات المتحدة.

## وصلات خارجية
- شون غروفز على موقع ميوزك برينز (الإنجليزية)
- شون غروفز على موقع ديسكوغز (الإنجليزية)